# Bükklok
Bükklok (románul: Făgețel) falu Romániában, Hargita megyében.

## Története
Szépvíz része. 1956-ig adatai a községéhez voltak számítva. A trianoni békeszerződés előtt Csík vármegye Szépvízi járásához tartozott.

## Népessége
2002-ben 130 lakosa volt, ebből 66 magyar és 64 román.

## Vallások
Lakói közül 63-an római katolikusok, 7-en görögkatolikusok, 57-en ortodoxok és 2-en reformátusok.